# World of Subways
World Of Subways je herní série dopravních simulátorů. Výrobcem všech dílů je TML Studios, distributorem Aerosoft. Hry používají C4 Engine.
Sérii tvoří čtyři díly, každý z nich obsahuje jednu linku metra. První díl (World Of Subways Volume 1: The Path) vyšel v roce 2008 a obsahoval linku spojující New Jersey a New York. Druhý díl, z konce roku 2009 (World Of Subways Volume 2: U7 - Berlin) zahrnoval trasu U7 berlínského metra. Třetí díl (World Of Subways Volume 3: London Underground Circle Line) vyšel v dubnu 2011 a zaměřil se na linku londýnského metra. Čtvrtý díl se opět odehrává v New Yorku tentokrát na trase 9 (Queens  - Manhattan Line) . Děj se odehrává na přelomu 70. a 80. let. Na Steamu hra vyšla 23. března 2013.

## Word of Subways vol.3
Word of Subways vol.3 je kvalitní simulátor londýnského metra. Na tomto simulátoru se můžete seznámit s legendárním vlakem C-stock a je tam nahrána trasa Circle line.V tomto simulátoru je velmi dobrá grafika a okolí. Na každé stanici je nahrané hlášení které je ve skutečném metru.Můžete plnit mise, jezdit podle jízdního řádu a dokonce se svézt jako cestující. Před nástupem do služby musíte správně zprovoznit soupravu. Hra si vedla na trhu dobře, ale díky mladšímu bratříčkovi World of Subways vol.4 se prodává už jen zřídka. Do vydání World of Subways 4 se dala považovat za nejlepší simulaci z metra, jak graficky tak i rozmanitostí obsahu.
Jak zprovoznit soupravu:
- dojdete na konec soupravy a zapnete koncová světla
- dojdete do přední kabiny strojvůdce a zapnete ventilátor, přední světla, osvětlení palubní desky, atd...
- poté zapnete ovladač kolejového vedení, zapnete elektromotor soupravy a otevřete dveře pro cestující; po nástupu všech cestujících dveře zavřete a můžete jet